# نبرد آنتسیو
پیاده شدن در آنزیو یا نبرد آنزیو نبرد و عملیاتی در جنگ جهانی دوم و در خلال پیشروی ارتش پنجم مشترک آمریکا-انگلیس در کرانه باختری شبه جزیره ایتالیا بود.
ژنرال هارولد الکساندر درصدد برآمد تا با پیاده کردن ۵۰ هزار نیرو در پشت خطوط دفاعی آلمان، تسخیر رم را سریع‌تر سازد. منطقه آنزیو که در ۶۰ مایلی پشت جبهه دشمن و در فاصله ۳۰ مایلی رم بود، برای پیاده کردن نیروها در نظر گرفته شد. در ۲۳-۲۲ ژانویه ۱۹۴۴م نیروها پیاده شدند و دشمن را به شگفتی واداشتند. آلمان‌ها دست به محاصره نیروهای مشترک و ضد حمله زدند. این وضع تا هفته آخر ماه ادامه یافت ولی سرانجام محاصره شکسته شد و قوای الکساندر توانستند با ارتش پنجم ارتباط برقرار کنند و در ۴ ژوئن به حومه رم برسند. گرچه پیاده کردن نیرو در آنزیو تسخیر شهر رم را چندان تسریع نکرد ولی با تهدید خطوط دشمن از پشت، مانع کار آلبرت کسلرینگ فرمانده آلمانی و ایجاد خطوط دفاعی دائمی(خط گوستاو) در کوه‌های جنوب رم شد.